# Josef Uridil
Josef Uridil (surnommé Pepi, der Tank) (né le 24 décembre 1895 à Vienne en Autriche-Hongrie, et mort le 20 mai 1962 à Vienne), était un joueur et entraîneur de football autrichien.

## Biographie
Pepi Uridil, troisième fils de Kajetan Uridil, naît la veille de Noël 1895 dans le quartier de Vienne d'Ottakring. Il commence à jouer au football à l'âge de 8 ans dans les rues de son quartier avec son frère Franz. Pepi Uridil joue dans de nombreux clubs en jeune comme le Sportklub Orion, Tasmania, Rekord ou encore Blue Star Vienne, avant de partir dans le grand club du Rapid de Vienne à Hütteldorf.
Pendant la Première Guerre mondiale, il obtient le surnom de « Tank ».
Pepi Uridil remporte plusieurs championnats avec le Rapid comme celui de 1919 où son équipe triomphe en finale 3-0 contre le Wiener Sport-Club.
Il est l'un des principaux acteurs de la victoire en championnat en 1921 contre le Wiener AC. En effet, les hommes de Dionys Schönecker sont menés 1-5 à la mi-temps, avant de revenir à 3-5 dans les 15 dernières minutes, et finalement avec sept buts de Uridil de l'emporter 7-5.
Uridil devient également un entrepreneur. Il crée sa marque de bière, la Uridil, sa marque de sucre, Kracheln. Le célèbre écrivain viennois Hermann Leopoldi écrit une pièce musicale intitulée Heute spielt der Uridil (« Aujourd'hui joue le Uridil ») en 1922. Pepi Uridil joue quelques rôles au cinéma, comme dans Pflicht und Ehre (« Devoir et Honneur ») en 1924.
C'est à la fin de la première guerre qu'il devient international autrichien pour la première fois. Il joue avec l'équipe d'Autriche entre 1919 et 1926 et inscrit 8 buts en 8 matchs.
Après sa retraite footballistique, Pepi Uridil devient entraîneur de plusieurs équipes tchécoslovaques à Bratislava (à l'époque Preßburg). Il entraîne ensuite le Ripensia Timişoara ainsi que l'équipe de Roumanie pendant la coupe du monde 1934 en Italie.
Lors du mondial, son équipe est battue en huitième-de-finale par les futurs finalistes du mondial, l'équipe de Tchécoslovaquie.
Il entraîne ensuite l'équipe autrichienne du SC Helfort, puis le Beogradski SK en Yougoslavie en 1935. Il va ensuite en Suisse pour s'occuper du FC Biel de 1936 à 1937, ainsi que du FC Lucerne jusqu'en 1938. Il entraîne ensuite l'équipe allemande de Schwarz-Weiß Essen entre 1938 et 1941, et le VfL Altenbögge entre 1941 et 1943.
Après la Seconde Guerre mondiale, il retourne entraîner Schwarz-Weiß Essen de 1949 à 1951. Il va ensuite entraîner son ancien club, le Rapid Vienne pendant une saison de 1953 à 1954. Cette année-là, l'équipe autrichienne bat l'équipe londonienne d'Arsenal sur un score de 6 buts à 1 le 25 mai 1953.

## Palmarès
- Championnat d'Autriche (5) :
  - 1916, 1919, 1920, 1921, 1923

- Coupe d'Autriche (2) :
  - 1919, 1920

- Meilleur buteur du championnat d'Autriche (3) :
  - 1919, 1920 (non officiel), 1921[2]

- 8 matchs et 8 buts avec l'équipe d'Autriche de 1919 à 1926